# Je me suis fait tout petit (album)
Pour les articles homonymes, voir Je me suis fait tout petit.
Albums de Georges Brassens
Les Sabots d'Hélène
(1954) Oncle Archibald
(1957)
Je me suis fait tout petit est le quatrième album édité en France du chanteur Georges Brassens. Sorti sans titre à l'origine, le verso de l'album indique quand même, en guise d'appellation : Georges Brassens et sa guitare. Il est identifié ici par le titre de la première chanson du disque. L’édition originale est sortie en mars 1956.

## Édition originale de l’album
Mars 1956 : Disque microsillon 33 tours/25cm, Minigroove/Philips, 4e série (N 76.064 R).
– Pochette : dessin réalisé par Victor Laville.
– Enregistrement : monophonique.

### Interprètes
- Georges Brassens : chant, guitare.
- Pierre Nicolas : contrebasse.
- Victor Apicella : seconde guitare.

### Chansons
Sauf indication contraire, toutes les chansons sont écrites et composées par Georges Brassens.
Face 1
| No | Titre                             | Durée      |
| -- | --------------------------------- | ---------- |
| 1. | Je me suis fait tout petit        | 3 min 55 s |
| 2. | Auprès de mon arbre               | 3 min 06 s |
| 3. | Marinette (J’avais l’air d’un c…) | 1 min 47 s |
| 4. | Le testament                      | 3 min 58 s |

Face 2
| No | Titre                          | Paroles                | Durée      |
| -- | ------------------------------ | ---------------------- | ---------- |
| 1. | Les croquants                  |                        | 2 min 24 s |
| 2. | La Légende de la nonne         | Poème de Victor Hugo   | 3 min 08 s |
| 3. | Le nombril des femmes d’agents |                        | 2 min 24 s |
| 4. | Colombine                      | Poème de Paul Verlaine | 1 min 55 s |

## Discographie liée à l’album

### Disques45 tours
Seules les premières éditions sont listées ci-dessous ; la plupart de ces disques ayant fait l’objet de rééditions jusqu’en 1966.
Identifications :
SP (Single Playing) = Microsillon 45 tours/17 cm (2 titres).
EP (Extended Playing) = Microsillon 45 tours/17 cm (4 titres), ou super 45 tours.
- 1956 : SP Minigroove/Philips (N 372.376 F).

– Face 1 : Auprès de mon arbre.
– Face 2 : La Légende de la nonne (Poème de Victor Hugo).
- 1956 : SP Minigroove/Philips (N 372.377 F).

– Face 1 : Marinette (J'avais l'air d'un c…).
– Face 2 : Les Croquants.
- 1957 : SP Philips, coll. « Succès » (B 373.573 F).

– Face 1 : Une jolie fleur… dans une peau de vache.
– Face 2 : Auprès de mon arbre.
- 1957 : SP Philips, coll. « Succès » (B 373.578 F).

– Face 1 : Le Fossoyeur.
– Face 2 : Le Testament.
- 1957 : Georges Brassens chante les poètes de tous les temps, EP Philips, 7e série (432.288 BE).

– Face 1 : La Légende de la nonne (Poème de Victor Hugo) – Philistins (Poème de Jean Richepin).
– Face 2 : Colombine (Poème de Paul Verlaine) – Ballade des dames du temps jadis (Poème de François Villon).
- 1961 : Allons chez Georges Brassens, EP Philips, 19e série (432.802 BE).

– Face 1 : Marinette (J’avais l’air d’un c…) – Je me suis fait tout petit.
– Face 2 : Auprès de mon arbre – La Cane de Jeanne.

### Rééditions de l’album
Identifications :
LP (Long Playing) = Microsillon 33 tours/25cm
CD (Compact Disc) = Disque compact
- 1956 : LP Philips, n° 4 (N 76.064 R).

– Seconde pochette : photo réalisée par Henri Guilbaud.
- 2003 : CD Mercury/Universal Music (077 166-2).

– Digipak avec réplique recto/verso de la seconde pochette.
- Novembre 2010 : CD Mercury/Universal (274 898-1)[7].

– Réplique recto/verso de la pochette originale.

## Classements et certifications
| Classement (1956) | Meilleure place |
| ----------------- | --------------- |
| France (SNEP)     | 5               |

| Pays          | Certification | Date | Ventes certifiées |
| ------------- | ------------- | ---- | ----------------- |
| France (SNEP) | Or            | 1976 | 100 000           |